# Tilværelsens ulidelige lethed (film)
Tilværelsens ulidelige lethed (eng: The Unbearable Lightness of Being) er en amerikansk romantisk film fra 1988 instrueret og skrevet af Philip Kaufman efter romanen af samme navn af Milan Kundera. Filmen har Daniel Day-Lewis, Juliette Binoche og Lena Olin i hovedrollerne. Dette var Olins debut i en amerikansk film.

## Medvirkende
| Skuespiller       | Rolle                               |
| ----------------- | ----------------------------------- |
| Daniel Day-Lewis  | Tomas                               |
| Juliette Binoche  | Tereza                              |
| Lena Olin         | Sabina                              |
| Derek de Lint     | Franz                               |
| Erland Josephson  | Ambassadør                          |
| Pavel Landovský   | Pavel                               |
| Donald Moffat     | Chefkirurg                          |
| Tomek Bork        | Jiri                                |
| Daniel Olbrychski | Embedsmand fra Indenrigsministeriet |
| Stellan Skarsgård | Ingeniøren                          |
| Bruce Myers       | Tjekkisk redaktør                   |
| Pavel Slaby       | Pavels nevø                         |
| Pascale Kalensky  | Sygeplejerske Katja                 |
| Jacques Ciron     | Schweizisk restauratør              |
| Anne Lonnberg     | Schweizisk fotograf                 |

## Modtagelse
Filmen blev modtaget godt af kritikerne, hvilket specielt kan ses på Rotten Tomatoes hvor friskhedsgraden når de ekseptionelle 100%. Tilværelsens ulidelige lethed blev da også nomineret til hele to Oscars i 1989.

### Priser og nomineringer
- Academy Awards (Oscars, 1989)
  - Oscar for bedste fotografering (Sven Nykvist), nomineret
  - Oscar for bedste filmatisering (Philip Kaufman og Jean-Claude Carrière), nomineret

- BAFTA Awards (1989)
  - BAFTA Award for bedste filmatisering (Philip Kaufman og Jean-Claude Carrière), vandt

- Golden Globe Awards (1989)
  - Best Motion Picture – Drama (Tilværelsens ulidelige lethed), nomineret
  - Best Performance by an Actress in a Supporting Role in a Motion Picture (Lena Olin), nomineret

- Writers Guild of America Awards (1989)
  - Best Screenplay Based on Material from Another Medium (Philip Kaufman og Jean-Claude Carrière), nomineret

## Trivia
- Forfatteren til filmens forlæg, romanen af samme navn, Milan Kundera, var ukrediteret konsulent på filmen. Han bidragede bl.a. med et digt som Daniel Day-Lewis' karakter på et tidspunkt reciterer for Tereza (Juliette Binoche).